# Шмидта (Донецкая область)
Шмидта (укр. Шмідта) — село на Украине, находится в Старобешевском районе Донецкой области. Под контролем самопровозглашённой Донецкой Народной Республики.

## География

#### Соседние населённые пункты по странам света
З: Береговое, Новокатериновка, Прохоровское
СЗ, С: Осыково
СВ: Клёновка, Мережки
В: Петренки, Строитель, Шевченко
ЮВ: Колоски, Бурное
ЮЗ: Войково, Ребриково, Петровское, город Комсомольское
Ю: Ленинское

## Население
Население по переписи 2001 года составляло 154 человека.

## Общие сведения
Код КОАТУУ — 1424584610. Почтовый индекс — 87243. Телефонный код — 6253.

## Адрес местного совета
87240, Донецкая область, Старобешевский р-н, с.Новокатериновка, ул.Ленина